# Captive Women
Captive Women è un film del 1952 diretto da Stuart Gilmore.

## Trama
In seguito ad una guerra nucleare, nel 3.000 d.C. il mondo è diviso in due tribù: i Norm, che vivono in grotte sotterranee e che sono scampati alle radiazioni, e i Mutanti.
Tra le rovine di una New York City post-apocalittica, Robert, figlio del capo dei Norm, sta per sposarsi con Catherine, figlia del sommo sacerdote del diavolo. Jason, innamorato di Catherine e desideroso di divenire capo dei Norm, si allea con Gordon, capo dei Norm dei fiume, e i due durante i festeggiamenti per l'imminente matrimonio organizzano un colpo di stato assassinando il capo dei Norm. Robert insieme all'amico Bram riesce a salvarsi ed è costretto a fuggire inseguito dagli uomini di Gordon. Ad aiutare i due ci penserà Riddon, capo dei Mutanti che Robert aveva precedentemente salvato da Gordon, il quale li conduce al sicuro nel suo villaggio.
Mentre Gordon elimina Jason e si autoproclama capo dei Norm, Robert e Bram vengono a conoscenza della triste realtà in cui vivono i Mutanti: essi sperano, accoppiandosi con donne Norm, di riuscire a generare una prole sana. Carver, deciso a diventare capo dei Mutanti, sfida in combattimento Riddon ma perde. Riddon tuttavia decide di risparmiargli la vita e si limita a cacciarlo dal villaggio. 
Dopo la nascita dell'ennesimo neonato deforme, i Mutanti, approffittando dell'assenza di Gordon e dei suoi uomini, attacca la grotte e rapisce alcune donne, tra cui la bella Ruth. Per vendicarsi, Carver si reca da Gordon per rivelargli il segreto del tunnel segreto sotto il fiume Hudson che conduce al villaggio di Riddon. I Norm attaccano i Mutanti, liberano le donne e fanno prigioniero Riddon. 
Robert guida quindi i Mutanti alla riscossa liberando Riddon e sconfiggendo Gordon e i suoi uomini facendoli annegare nel tunnel sotterraneo. Il film si conclude col matrimonio di Riddon e Ruth nella speranza che la loro prole possa essere sana perché ciò che è concepito nell'amore, non può che essere buono.

## Produzione
Jack Pollexfen e Aubrey Wisberg avevano un accordo per realizzare tre film per la RKO: Captive Women, Sword of Venus e Port Sinister. Albert Zugsmith venne coinvolto nel progetto come produttore associato, e si ritrovò a scontrarsi con Pollexfen e Wisberg su diverse idee circa la produzione.
Le riprese del film iniziarono il 9 luglio 1951, con un budget di 85.000 dollari. Secondo quanto riferito da Pollexfen, Howard Hughes, che allora possedeva la RKO, insistette affinché il film fosse diretto da Stuart Gilmore.

## Distribuzione
Il film è stato distribuito nei cinema statunitensi dalla RKO Radio Pictures il 10 ottobre 1952. Nel 1956 la Mutual Productions of the West ha ridistribuito il film nei cinema in doppia programmazione con Invasion, U.S.A..
Nel Regno Unito venne distribuito col titolo 3000 A.D..
In Italia il film è tutt'ora inedito.